# Equilibrio di sedimentazione
L'equilibrio di sedimentazione, in una soluzione o sospensione di altre particelle, si presenta quando la velocità di trasporto di ciascun materiale in una qualunque direzione a causa della sedimentazione è uguale alla velocità di trasporto nella direzione opposta dovuta alla diffusione. È quindi un esempio di equilibrio dinamico.
Questo fenomeno venne osservato per la prima volta dal fisico Jean Baptiste Perrin; la scoperta gli valse il Premio Nobel nel 1926.

## Applicazioni
L'equilibrio di sedimentazione può essere utilizzato per determinare la massa molecolare, ad esempio di proteine, solitamente utilizzando un'ultracentrifuga analitica. La base teorica per le misurazioni è sviluppata a partire dall'equazione di Mason-Weaver; utilizzare l'analisi dell'equilibrio di sedimentazione aggira la necessità di derivare un coefficiente di attrito, come altrimenti richiesto per l'interpretazione dinamica.